# Sabine Grützmacher

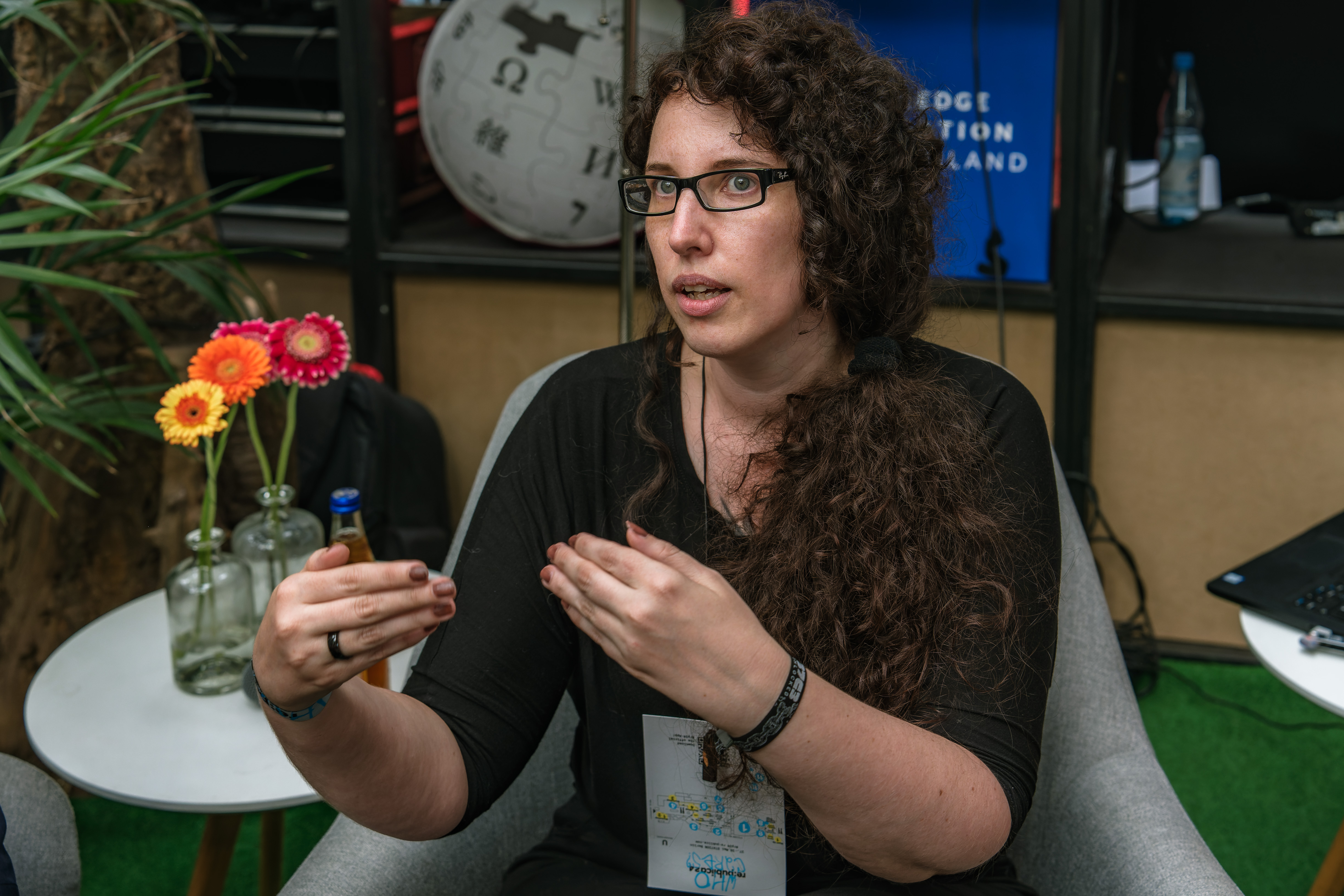
Sabine Grützmacher (2024)

Sabine Grützmacher (geb. Hering; * 4. Januar 1986 in Waldbröl) ist eine deutsche Politikerin (Bündnis 90/Die Grünen). Sie war Mitglied des 20. Deutschen Bundestages von 2021 bis 2025.

## Leben und Beruf
Sabine Grützmacher wurde 1986 in Waldbröl geboren und wuchs in Morsbach auf. Sie machte ein Studium zur Diplom-Sozialarbeiterin/Sozialpädagogin und ein Masterstudium zum Thema International vergleichende Soziologie/Pädagogik (Schwerpunkt Medienpädagogik/Bildungsinformatik) in Kiel.
Sie ist Geschäftsführerin eines gemeinnützigen Bildungsträgers.

## Politische Tätigkeiten
Bei der Bundestagswahl 2021 kandidierte sie im Bundestagswahlkreis Oberbergischer Kreis und erreichte dort mit 12,0 % der Erststimmen den dritten Platz und verpasste damit das Direktmandat. Über Platz 25 der Landesliste von Bündnis 90/Die Grünen Nordrhein-Westfalen zog sie dennoch in den 20. Deutschen Bundestag ein.
Bei der Bundestagswahl 2025 kandidierte sie auf Listenplatz 24 der Landesliste in NRW von Bündnis 90/Die Grünen gewählt. Dieser Listenplatz reichte nicht für den Einzug in den Bundestag aus. Das Direktmandat im Wahlkreis Oberbergischer Kreis gewann sie mit 8,8 % der Stimmen erneut nicht.

## Politische Positionen
Bei der Bundestagswahl 2021 setzte sie sich für „bezahlbaren Wohnraum und ein Förderprogramm für eine Million bezahlbare Mietwohnungen“, „faire Finanz- und Fördermittelverteilung“ und „ein echtes Lobbyregister“ ein. Zudem forderte sie „eine Netzpolitik, die sich gegen eine Quellentelekommunikationsüberwachung ausspricht und eine demokratische Antwort auf Digitalisierung und Datenschutz gibt“ und „eine enkeltaugliche Politik, die auch für zukünftige Generationen plant, Klimaschutz und Chancengleichheit ernst nimmt, Menschenrechte wahrt und soziale Gerechtigkeit lokal wie global umsetzt“.

## Mitgliedschaften
Sabine Grützmacher ist Mitglied der überparteilichen Europa-Union Deutschland, die sich für ein föderales Europa und den europäischen Einigungsprozess einsetzt.

## Privates
Grützmacher wohnt aktuell in Gummersbach und ist verheiratet. Sie ist Autistin.